# تاکایوکی ستو
تاکایوکی ستو (ژاپنی: 瀬戸 貴幸؛ زادهٔ ۵ فوریهٔ ۱۹۸۶) بازیکن فوتبال اهل ژاپن است.
از باشگاه‌هایی که در آن بازی کرده‌است می‌توان به باشگاه فوتبال آسترا جورجو، باشگاه فوتبال عثمانلی‌اسپور، باشگاه فوتبال آسترا جورجو، باشگاه فوتبال کورینتیانس، و باشگاه فوتبال آسترا جورجو اشاره کرد.